# Metacrilato de alila
Metacrilato de alila é o composto orgânico, o éster alila do ácido metacrílico, ou éster 2-propenila do ácido 2-propenóico, de fórmula C7H10O2 e massa molecular 126,1531.